# 松本哉
松本 哉（まつもと はじめ、1974年10月17日 - ）は日本の活動家、古物商である。
東京都杉並区高円寺でリサイクルショップ「素人の乱」を経営しながら、任意団体「貧乏人大反乱集団」を主宰する。
父親は永井荷風の研究書などを書いた作家・風景画家の松本哉（まつもとはじめ、1943年 - 2006年、本名は松本重彰）。

## 学生時代まで
1974年、東京都出身。東京都世田谷区経堂で生まれ、江東区亀戸にて育つ。両親の離婚後は新宿区に住む。
1994年、法政大学法学部第二部政治学科に入学。野宿同好会に入会、第5代会長に就任。
1996年、同校の市ヶ谷キャンパス再開発を機に自称ゲリラ組織「法政の貧乏くささを守る会」を結成。同会は、授業に出席しない学生の居場所の保全、学生生活の改善、学費値上げ反対、校舎改築反対などを訴え、
- 鍋闘争（屋外に炬燵を置き、鍋物を囲み酒を飲む）[17][18][19]
- 飲酒闘争（炬燵やテレビを持ち込み、ひたすら酒を飲む）[17][18]
- 焼肉闘争（大学当局の事務室前に炬燵を置き、焼肉を行う）[18]
- くさや闘争（事務室前でくさやを焼く）[13]
- 学食闘争（味や値段への不満を訴えて集団で学生食堂に突入[19] し、値下げを実現させる[10]）

などの自称「闘争」を行う。このような闘争を重ねるうちに、100人以上の学生が参加するようになる。
さらに同会は、愛知大学に賛同者を得たのをきっかけに 上部団体「全日本貧乏学生総連合」（全貧連）を結成し、日本各地の大学13校（1999年時点）に支部を持つ組織となる。
全貧連では機関紙「貧乏人新聞」を発行した。他、99年9月の東海村JCO臨界事故をきっかけにサークル「法大被曝者の会」を結成。
2001年3月、法政大学法学部を卒業後、4月に同校の通信教育課程文学部 へ再入学 する。同年9月、同校で開催された日本私立大学連盟主催の市民講座へ仲間とともに乱入し、私大幹部や財界人に消火剤を噴霧する事件を起こし、翌2002年1月に逮捕され 有罪判決、3ヵ月の拘置所生活を経て出所。7月ごろに大学を除籍される。

## 「貧乏人大反乱集団」発生から「素人の乱」へ
01年に法学部を卒業した後、任意団体「貧乏人大反乱集団」を結成。松本の活動は、大学から路上へと舞台を移す。この集団は貧乏人新聞を発行する他、各地の駅前や路上にて酒や炬燵を持ち出し、宴会を開いたり100人規模での集会を開催した。2003年12月には、「クリスマス粉砕集会」と称して六本木ヒルズにちゃぶ台を持ち込み、鍋料理を始めようとするが警察官300人に阻止される という騒動も起きた。
2005年5月、松本は友人らと共に高円寺に「素人の乱」1号店を開店。素人の乱は、松本の友人が一人で毎日やっていたネットラジオの番組名だったが、その友人の住む商店街に店舗を借りられることになり、ラジオスタジオ、松本のリサイクルショップ、別の友人が開業した古着屋の三つが同居する奇妙な店として開店した。9月には、松本が同商店街の化粧品店を借りて、リサイクルショップ素人の乱 5号店を開業した。翌年には、5号店の正面の向かいに家具、家電専門の8号店も開業する。
その後、彼らのもとに集まった仲間の中から同名の店舗を開業する者も現れ、高円寺近辺を中心にリサイクルショップ、飲食店、古着屋、ゲストハウス、イベントスペースなどの素人の乱が立ち並ぶこととなる。また、京都市や大阪市などでも「素人の乱」名義で限定的に飲食店が運営されている。各店舗はそれぞれの店主が独自に経営しており、系列店のように一つの会社によって運営されているわけではない。
2005年、「高円寺ニート組合」との団体名 で、放置自転車の撤去反対を訴える100人規模のデモ行進を行なう。このデモは、DJや音響機材などを載せたトラックが先頭で音楽を流し、酒を飲んだ者や踊る者などが付いていくというものであった。実際の参加者数（100人から200人程度）が、あらかじめ公安委員会へ申請していた参加者数（3人）を遥かに上回っていたうえ、道中では通りすがりの人々も飛び入りでデモ隊に加わっていき大騒ぎとなるが、デモの責任者として届け出ていた人物は途中で変装して逃げ出している。翌2006年、松本は鉄道駅構内トイレのトイレットペーパー無料化を求めるとの名目で仲間2人とともにデモ行進を行うが、3人ともプラカードなどを持たず、主張を叫ぶこともせず、ごく普通に歩くだけであった。あらかじめ参加者は3人だと申し出ていたにもかかわらず、当日は200人の警察官が出動してデモの警戒にあたっている。
同年（2006年）3月、PSE問題（PSEマークの無い電化製品が取引できなくなるとされた問題）に際し、昭和時代に用いられていたレトロ家電も（楽器などと同様）文化財と見なすべきだと主張し、約100人で電気用品安全法に反対するデモを行う。同年12月には、いたずらに消費を誘起する行事への抗議を名分に「クリスマス粉砕集会」と称して新宿駅前の路上に炬燵を置き、鍋物を食べているところを警察官20人弱に取り囲まれる。
2008年、PSEデモから杉並区議選までの松本の活動を追ったドキュメンタリー映画「素人の乱」（監督：中村友紀）が公開された。
2009年には増田俊樹監督により松本をモデルにした『おやすみアンモナイト』 が制作されゆうばり国際ファンタスティック映画祭にも出品された。
2010年、大韓民国に上陸拒否される。
2011年3月に東日本大震災にて原発事故が発生すると、「4・10原発やめろデモ！」と称する原発反対デモをインターネット上で呼びかけた。4月10日に高円寺で行われたデモは、主催者の呼びかけた「あぶねえ！恐ろしい！」といった率直だが漠然とした感情に同調した約1万5千人の若者が集まった。このデモは事故以来に行われた大規模な反原発デモの最初の試みとなったが、事故から1か月という短期間のうちに行われたため、従来の市民デモと比較して主体のアイデンティティが明確でなく、状況や争点、糾弾する対象などの整理や定義が曖昧だった。また、大音響の音楽をバックにコスプレ、パフォーマンスなどを行いつつパレードするお祭り騒ぎのようなサウンドデモだったため、メディアからは真剣な市民デモとは受け取られず、当日の報道で取り上げられることはほとんどなかった。マスメディアの無関心さに違和感を感じた参加者たちはこれをメディア全体による黙殺と捉え、ネット上で原発行政と財界・メディアの癒着について議論されるようになった。
その後、多数の市民団体が反原発デモに参入し立て続けに反原発デモが行われ、素人の乱も5月7日に「5・7原発やめろデモ！渋谷・超巨大サウンドデモ！」、6月11日に「6・11新宿・原発やめろデモ！」を主催した。新宿デモは参加者2万人を集め、素人の乱主催デモの中で最大規模のデモとなった。
2024年、横浜トリエンナーレに参加した。自身の店での活動や、デモ、イベントなどで使用した様々なものを出品し、サテライト会場である旧第一銀行横浜支店に展示された。

## 選挙への出馬
松本は、政治が若者の要求に応えていないため若年層の投票率が低下していると考え、社会へ直接主張ができる貴重な機会として知人らに投票活動を推奨していた。2007年4月には「路上の解放」「放置自転車の撤去反対」などの主張を掲げて自ら杉並区議選に出馬し、高円寺駅前でDJと音響機材を使い、大音量でロックバンドなどの演奏、ダンスといった「街頭演説」を連夜にわたり行なう。この選挙では得票1,061票（69名中60位）で落選。後に松本は立候補した理由として、音楽を流すデモなどには規制が厳しいが、候補者の選挙活動という名目で行えば警察も迂闊に手が出せないことを挙げており、街をパニックにさせ、作戦成功だったと述べている。しかしこの理由について、外山恒一は自身のブログにて選挙活動という名目で期間中やりたい放題ができるというアイデアは、杉並区議選の前に行われた2007年東京都知事選挙に外山が立候補するに当たって松本から協力を得るために彼に吹き込んだアイデアであるとし、松本はそれを「あるスジからちょっと小耳に挟んで」としたり、著書『素人の乱』では「歩いている時にふと思いついた」としており、自身でそのアイデアを思いついたかのような発言で完全に嘘をついていると批判されている。

## 思想
学生時代は「ブルジョア大学化反対」 といった主張を掲げ、活動には既存の学生運動をパロディー化したような手法を用いていた。当時、作家の立松和平は松本らの活動を「面白い」と評している。後に松本は、既存の学生運動を「いいこと言ってる」と評しつつ、彼らの主張が他の学生に届いていなかったと述べており、主張をする際にも面白さを追求するほうが自分に向いており、他人にも理解され易いのではないかとしている。
「貧乏人をこき使う金持ち」を敵視しており、大学卒業後も「貧乏くささ」を街頭に持ち込む活動を行っている。松本によると、現代の日本社会にはいたずらに消費をあおる傾向があり、何をするにも必要以上に金を使わされる一方で、金持ちのために長時間働かされることが美徳だとされているという。実際にはあまり金をかけなくても楽しく生活できると松本は主張しており、もし、そのように生活する人々の集まりが日本中に作られ互いに連帯すれば、それこそが革命の実現ではないか としている。既存の左翼運動に対しては「楽しくない」と感じており、難しい思想を訴えることには否定的である。
折につけ、デモの必要性を訴えているが、単に主張を叫ぶだけのデモよりも自分たちがやりたいことを実際にやって見せる行為のほうが「デモンストレーション」の語義に適っている としており、その具体例が路上ライブや鍋集会である。松本は、規制や抑圧が少なく街頭で自由に騒いだり酒を飲んだりできるような世の中を理想としており、路上ライブなどは革命後の世界を実際に作って見せる行為だという。なお、六本木ヒルズで「クリスマス粉砕」を訴えようとしたのは、同ビルがクリスマスに便乗した商業主義などの象徴だと判断していたためであった。社会学者の毛利嘉孝は、「クリスマス粉砕」「放置自転車撤去反対」といった主張から資本主義や警察国家権力への批判を見て取っており、松本らの活動は既存の左翼が失ってしまった「面白さ」を取り戻す試みだと評している。
松本と親しい外山恒一は、80年代半ば以降の左翼系の運動は、ピースボートや反管理教育運動などをはじめとした素朴な社民的な枠内で盛り上がったり下がったりしているのみであり、松本の思想や運動も社民枠内の「過激な社民」であるにすぎないと評している。

## 著書、編書
- 『貧乏人の逆襲！ タダで生きる方法』筑摩書房、2008年、ISBN 978-4480877925。
- 二木信共編『素人の乱』河出書房新社、2008年、ISBN 978-4309244471。
- 鈴木謙介共著『さよなら下流社会』ポプラ社、2008年、ISBN 978-4591105566。
- 『貧乏人大反乱』アスペクト、2008年、ISBN 978-4757215658。
- 『世界マヌケ反乱の手引書〜ふざけた場所の作り方』筑摩書房、2016年、ISBN 978-4480815330。韓国や台湾、中国で翻訳・出版された（中国は地下出版）[9]。『世界マヌケ反乱の手引書　増補版――ふざけた場所の作り方』として、ちくま文庫、2024
- 雨宮処凛、倉橋耕平、貴戸理恵、木下光生との共著『ロスジェネのすべて―格差、貧困、「戦争論」』あけび書房、2020年